# سد ثادق
سد ثادق سد مائي يقع في مدينة ثادق بالمملكة العربية السعودية، تقدر سعته التخزينية بـ 200,000 م3 وارتفاع 6 أمتار، ويستوعب السد حوالي 1,000,000 لتر سنويًا من جراء الأمطار الغزيرة أيام فصل الشتاء وهو من أهم المعالم بمدينة ثادق.